# Kabato

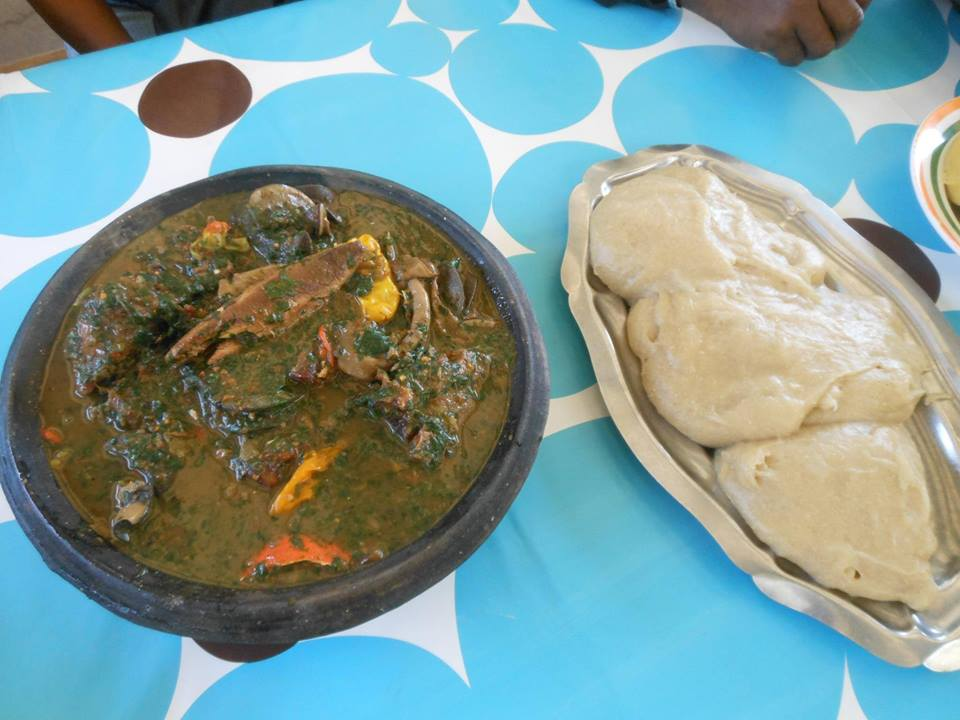
Kabato (à droite)}

Le kabato est une spécialité culinaire d'Afrique de l'Ouest. C'est une pâte faite à partir de maïs. Il est  consommé en Côte d'ivoire, au Mali et au Burkina Faso par plusieurs peuples, comme les Dioula, les Koyaka et les Sénoufo.

## Étymologie
"Kabato", pâte de maïs, est un terme dioula
.

## Consommation
Le maïs constitue une base de l'alimentation dans plusieurs régions de ces trois pays, où il est cultivé et principalement consommé sous forme de kabato. D'après une enquête, le kabato est le principal mode de préparation du maïs dans le département ivoirien de Katiola : consommé par tous les habitants interrogés (alors que 56% d'entre eux consomment le maïs en bouillie, par exemple), il s'accompagne souvent de soupe. Dans la région d'Agneby, le maïs, qui donne le kabato sous forme de farine, est traditionnellement considéré comme de la nourriture des étrangers et des Dioulas.
Des analyses sont menées sous forme de tests de formulation, pour la farine de maïs et son produit dérivé le kabato. D'après cette étude, les quatre kabatos les plus acceptés par les populations étudiées contiennent 72 % de farine de maïs et 28 % de farine de patate douce, 54 % de farine de maïs et 46 % de farine de patate douce, 89 % de farine mixte (maïs et patate douce) et 11 % de farine de soja, 78 % de farine mixte et 22 % de farine de soja. À Abidjan et Ouagadougou des restaurants, dont certains s'adressant à une clientèle plutôt aisée, proposent des mets traditionnels dont le kabato.

## Préparation
Le kabato se prépare avec du maïs ou du mil, il est qualifié de léger et de digeste par un journal ivoirien. Il s'accompagne de sauces comme la sauce gombo fraiche ou sèche, la sauce Dah (à l'oseille, à l'arachide, à l'oignon et à la tomate), ou des sauces aux champignons.